# Abdulla Yusuf Helal
Abdulla Yusuf Helal (Manama, 12 de junio de 1993) es un futbolista bareiní que juega de delantero en el Bohemians 1905 de la Liga de Fútbol de la República Checa. Es internacional con la selección de fútbol de Baréin.
Se convirtió en 2018 en el primer futbolista bareiní en jugar en un club europeo de primera división, al fichar por el Bohemians 1905 de la Primera División checa, y en 2019 se convirtió en el primer jugador de los países del Golfo Pérsico en clasificarse para la fase de grupos de la Liga de Campeones de la UEFA. El 17 de septiembre de 2019 realizó su debut en dicha ronda en el empate a uno ante el Inter de Milán.

## Selección nacional
Es internacional con la selección de fútbol de Baréin desde 2012. El 18 de enero de 2013 marcó su primer gol con la selección bareiní, y lo hizo frente a la selección de fútbol de Kuwait, en un partido que acabó con un resultado adverso de 1-6 para los bareiníes.

## Clubes
| Club                          | País            | Año       |
| ----------------------------- | --------------- | --------- |
| East Riffa Club               | Baréin          | 2014-2017 |
| Muharraq Club                 | Baréin          | 2017-2018 |
| Bohemians 1905                | República Checa | 2018-2019 |
| S. K. Slavia Praga            | República Checa | 2019-2022 |
| Bohemians 1905 (cedido)       | República Checa | 2019      |
| F. C. Slovan Liberec (cedido) | República Checa | 2020      |
| F. C. Slovan Liberec (cedido) | República Checa | 2021-2022 |
| Persija Jakarta               | Indonesia       | 2022-2023 |
| F. K. Mladá Boleslav          | República Checa | 2023-2024 |
| Bohemians 1905                | República Checa | 2024-     |

## Palmarés

### Títulos nacionales
| Título                               | Club               | País            | Año  |
| ------------------------------------ | ------------------ | --------------- | ---- |
| Copa del Rey de Baréin               | East Riffa Club    | Baréin          | 2014 |
| Supercopa de Baréin                  | East Riffa Club    | Baréin          | 2014 |
| Liga Premier de Baréin               | Muharraq Club      | Baréin          | 2018 |
| Liga de Fútbol de la República Checa | S. K. Slavia Praga | República Checa | 2020 |
| Liga de Fútbol de la República Checa | S. K. Slavia Praga | República Checa | 2021 |
| Copa de la República Checa           | S. K. Slavia Praga | República Checa | 2021 |